# Comuna Pecera, Tulciîn
Pecera (în ucraineană Печера) este o comună în raionul Tulciîn, regiunea Vinnița, Ucraina, formată din satele Dankivka, Pecera (reședința) și Petrașivka.

## Demografie
Componența lingvistică a satului Pecera
     Ucraineană (98,87%)
     Alte limbi (1,13%)
Conform recensământului din 2001, majoritatea populației satului Pecera era vorbitoare de ucraineană (98,87%), existând în minoritate și vorbitori de alte limbi.